# Conny Molin
Georg Conny Hjalmar Molin, född den 9 november 1885 i Norra Sandsjö socken, Jönköpings län, död den 30 september 1943 i Solna, var en svensk operasångare (baryton).
Molin utbildade sig ursprungligen till folkskollärare i Linköping men studerade sedan på konservatoriet i Stockholm. Han scendebuterade 1911 på Kungliga Operan som greve Luna i Il Trovatore. Under det följande kvartsseklet hörde han till operans mest populära och anlitade artister och gjorde sig inte minst känd för olika roller i Wagneroperor. Han gjorde ett drygt 20-tal skivinspelningar åren 1915–1929, främst för His Master's Voice och Odeon; därtill har live- och radioupptagningar med honom senare givits ut på LP och CD.. Molin medverkade även i filmen En melodi om våren 1933.